# ヴィルヘルム・バルマー

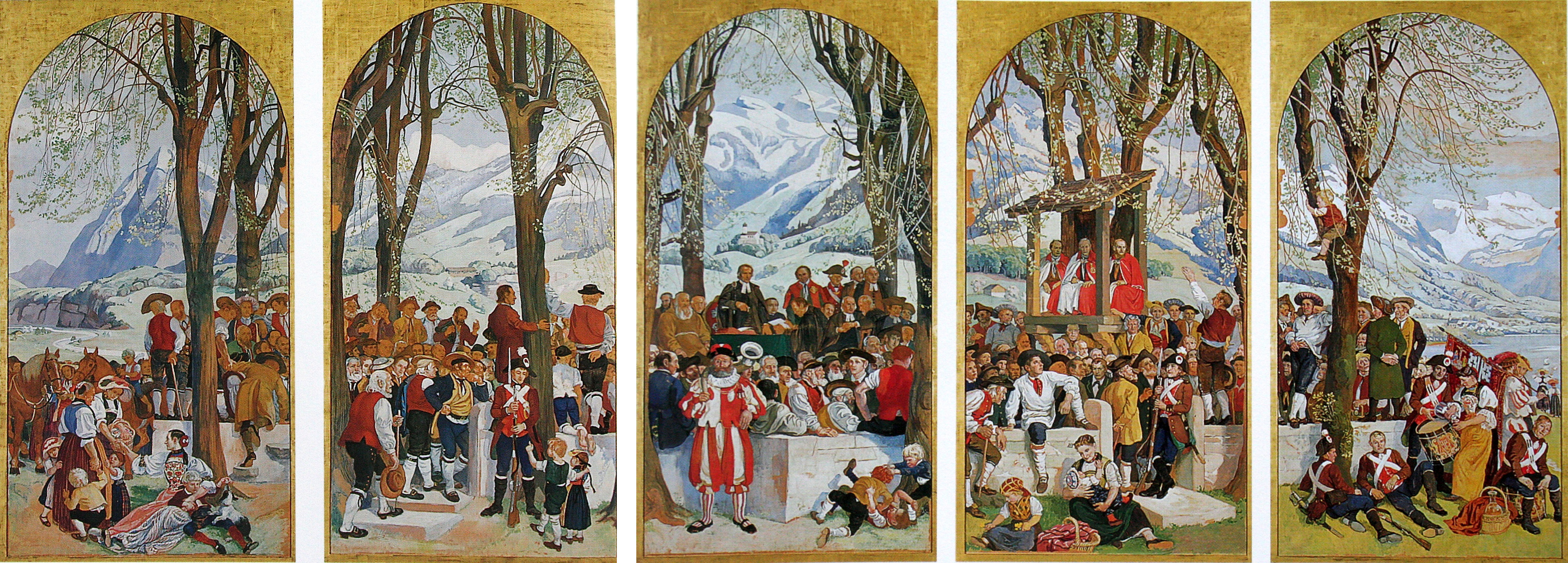
アルベルト・ヴェルティの後を受けて完成させたスイス全州議会の壁画

ヴィルヘルム・バルマー（Paul Friedrich Wilhelm Balmer、1865年6月18日 - 1922年3月1日）はスイスの画家である。

## 略歴
スイスのバーゼルで生まれた。父親はバーゼルの大学教授で、原子の線スペクトルの波長にに現れる関係式（バルマーの公式）を提案した数学者のヨハン・ヤコブ・バルマーである。同名の叔父、ヴィルヘルム・バルマー(1837-1907)といとこのヴィルヘルム・フリードリヒ・バルマー(1872-1943)は画家であった。
バーゼルで学校を卒業した後、建築家を目指していたが、バーゼルの美術学校で、フリッツ・シダーに学び、画家のエルンスト・シュトゥッケルベルクに勧められて画家の道に転じた。1884年から1889年までミュンヘン美術院でルートヴィヒ・フォン・レフツに学んだ。ミュンヘンでは多くの画家と交流した。
卒業後は、パリやオランダ、ロンドン、ローマへ旅した。バーゼル近くのBöcktenの学校で絵画教師も務め、壁画画家として知られるエミリオ・ミューラーを教えた。ブルターニュのル・アーヴルを旅した時に結婚相手に出会い、1892年にバーゼルに戻った後、1893年に結婚した。バゼールでは肖像画家として働き、市庁舎などの壁画も描いた。
1902年から1908年はフィレンツェやスペインで活動し、1908年からはベルンで活動し、1914年には1912年に亡くなったアルベルト・ヴェルティが5面のうち2面を未完のまま残した、スイス全州議会会議室の壁画「Die Landesgemeinde」を完成させた。

## 作品

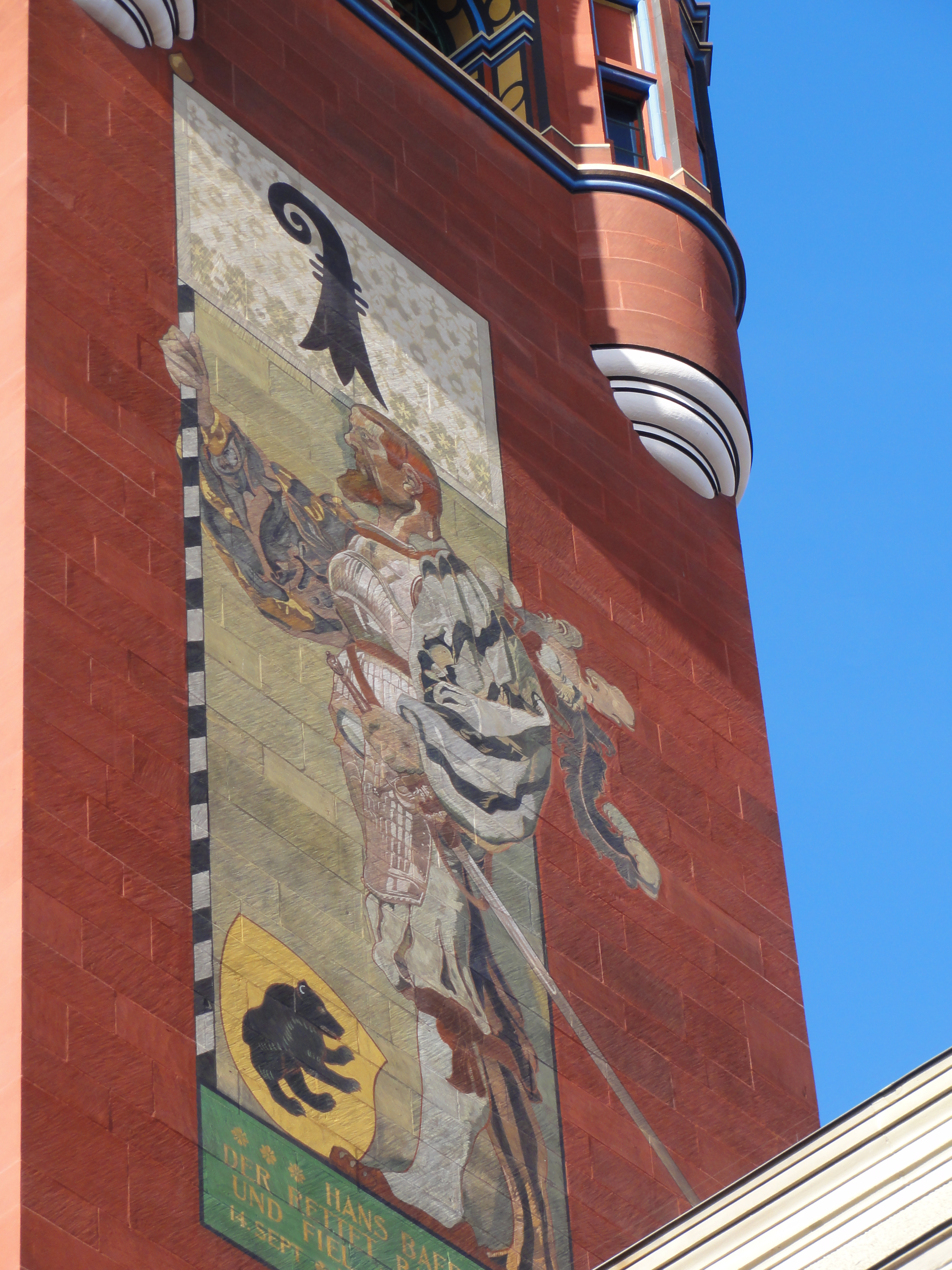
バーゼル市庁舎の壁画
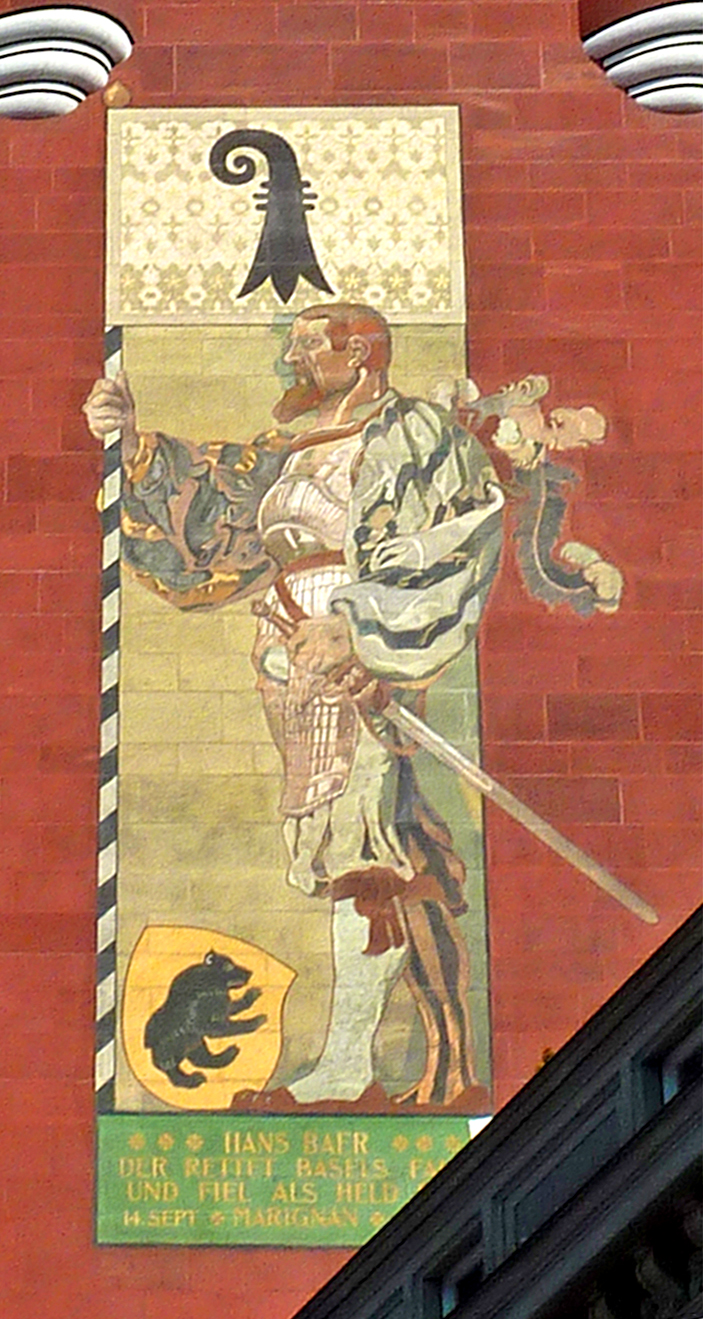
同左、描かれているのはマリニャーノの戦いの英雄、Hans Bär
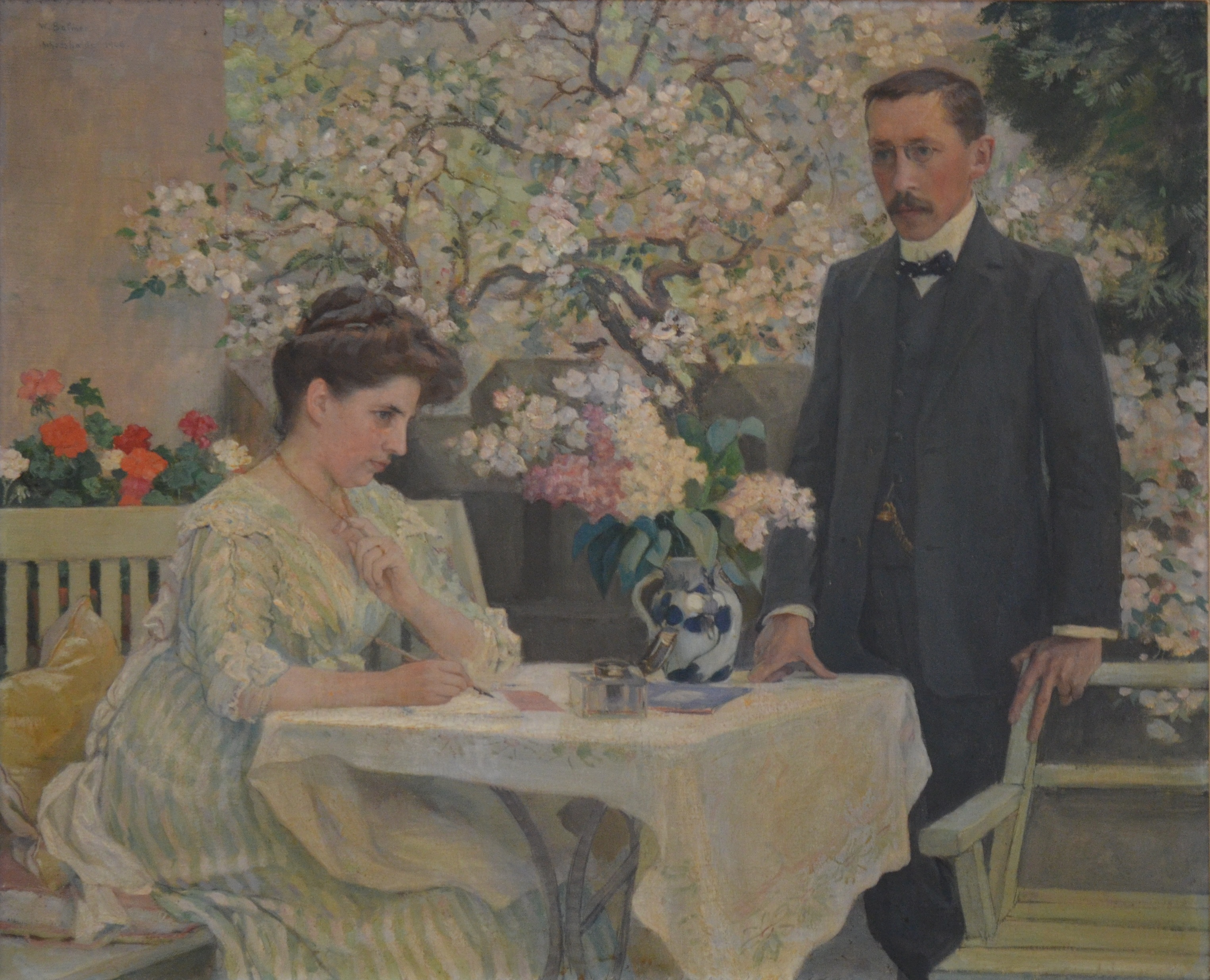
Rudolf von Tavel(作家）と妻